# Eschborn-Frankfurt 2014
De 53e editie van de wielerwedstrijd Rund um den Finanzplatz Eschborn-Frankfurt werd gehouden op 1 mei 2014. De start was in Eschborn, de finish in Frankfurt am Main. De wedstrijd maakte deel uit van de UCI Europe Tour 2014, in de categorie 1.HC. In 2013 won de Sloveen Simon Špilak. Dit jaar won de Noor Alexander Kristoff.

## Deelnemende ploegen
| WorldTour        | ProContinentaal             | Continentaal           | Nationaal |
| ---------------- | --------------------------- | ---------------------- | --------- |
| AG2R La Mondiale | NetApp-Endura               | Bike Aid-Ride for Help | Duitsland |
| Belkin           | Androni Giocattoli          | LKT Team Brandenburg   |           |
| Giant-Shimano    | Bardiani CSF                | Rad-net Rose Team      |           |
| Katjoesja        | CCC Polsat Polkowice        | Team Bergstraße        |           |
|                  | IAM Cycling                 | Team Heizomat          |           |
|                  | MTN-Qhubeka                 | Team Kuota             |           |
|                  | Topsport Vlaanderen-Baloise | Team Stölting          |           |
|                  | Wanty-Groupe Gobert         | Team Stuttgart         |           |

## Verloop
In het eerste wedstrijduur regende het aanvallen. Daardoor kwam de ontsnapping ook pas laat tot stand. Christoph Pfingsten, Mirko Selvaggi, Clément Koretzky, Anthony Delaplace, Edoeard Vorganov, Ben Gastauer, Marek Rutkiewicz, Paul Voss en Wilco Kelderman vormden de vluchtersgroep. Kelderman komt terug van een hoogtestage en testte de benen met het oog op de Ronde van Italië. Vooral bergop liet de jongeling een goede indruk achter.
De laatste beklimming van de Mammolshain (met uitschieters tot 26%) op dertig kilometer brak de finale open. De groep met Kelderman was daarvoor al terug gepakt. Een aantal renners greep deze klim aan om aan te vallen. Onder meer tweevoudig winnaar Fabian Wegmann zat daarbij, evenals Aleksandr Kolobnev, Brice Feillu en het 19-jarige Duitse toptalent Silvio Herklotz.
De groep-Wegmann, tien renners groot, reed in korte tijd een dikke halve minuut bijeen. Giant-Shimano had enkel Johannes Fröhlinger nog over om werk te doen voor John Degenkolb, maar kreeg bijval van Katjoesja en MTN-Qhubeka, die reden voor respectievelijk Alexander Kristoff en Gerald Ciolek. In een regenachtig Frankfurt trok Katjoesja alles op een lint en zette het Kristoff perfect af. Degenkolb zat in zijn wiel, maar kon er niet over komen. "Er war zu stark für mich", zei de Duitser achteraf.

## Uitslag
| Rund um den Finanzplatz Eschborn-Frankfurt 2014 |                     |                             |          |
| Plaats                                          | Naam                | Ploeg                       | Tijd     |
| Winnaar                                         | Alexander Kristoff  | Katjoesja                   | 4u49'31" |
| 2                                               | John Degenkolb      | Giant-Shimano               | z.t.     |
| 3                                               | Jérôme Baugnies     | Wanty-Groupe Gobert         | z.t.     |
| 4                                               | Pieter Jacobs       | Topsport Vlaanderen-Baloise | z.t.     |
| 5                                               | Thomas Sprengers    | Topsport Vlaanderen-Baloise | z.t.     |
| 6                                               | Rick Zabel          | Duitsland                   | z.t.     |
| 7                                               | Fabian Wegmann      | Duitsland                   | z.t.     |
| 8                                               | Jan Dieteren        | Team Stölting               | z.t.     |
| 9                                               | Bartłomiej Matysiak | CCC Polsat Polkowice        | z.t.     |
| 10                                              | Aleksandr Porsev    | Katjoesja                   | z.t.     |
| 11                                              | Scott Thwaites      | NetApp-Endura               | z.t.     |
| 12                                              | Christian Mager     | Team Stölting               | z.t.     |
| 13                                              | Silvio Herklotz     | Team Stölting               | z.t.     |
| 14                                              | Lars Boom           | Belkin                      | z.t.     |
| 15                                              | Gerald Ciolek       | MTN-Qhubeka                 | z.t.     |
| 16                                              | Jaco Venter         | MTN-Qhubeka                 | z.t.     |
| 17                                              | Cesare Benedetti    | NetApp-Endura               | z.t.     |
| 18                                              | Jarosław Marycz     | CCC Polsat Polkowice        | z.t.     |
| 19                                              | Sebastian Deckert   | LKT Team Brandenburg        | z.t.     |
| 20                                              | Antonino Parrinello | Androni Giocattoli          | + 7"     |

## UCI Europe Tour
In deze Rund um den Finanzplatz Eschborn-Frankfurt waren punten te verdienen voor de ranking in de UCI Europe Tour 2014. Enkel renners die uitkomen voor een (pro-)continentale ploeg, maakten aanspraak om punten te verdienen.
| # | Renner              | Ploeg                       | Punten |
| - | ------------------- | --------------------------- | ------ |
| 1 | Jérôme Baugnies     | Wanty-Groupe Gobert         | 40     |
| 2 | Pieter Jacobs       | Topsport Vlaanderen-Baloise | 30     |
| 3 | Thomas Sprengers    | Topsport Vlaanderen-Baloise | 25     |
| 4 | Jan Dieteren        | Team Stölting               | 10     |
| 5 | Bartłomiej Matysiak | CCC Polsat Polkowice        | 9      |
| 6 | Scott Thwaites      | NetApp-Endura               | 7      |
| 7 | Christian Mager     | Team Stölting               | 6      |
| 8 | Silvio Herklotz     | Team Stölting               | 5      |
| 9 | Gerald Ciolek       | MTN-Qhubeka                 | 3      |

Etappewedstrijden

 Ster van Bessèges ·
 Ronde van de Middellandse Zee ·
 Ruta del Sol ·
 Ronde van de Algarve ·
 Ronde van de Haut-Var ·
 Driedaagse van West-Vlaanderen ·
 Internationale Wielerweek ·
 Internationaal Wegcriterium ·
 Driedaagse van De Panne-Koksijde ·
 Ronde van de Sarthe ·
 Ronde van Trentino ·
 Ronde van Turkije ·
 Vierdaagse van Duinkerke ·
 Ronde van Azerbeidzjan ·
 Szlakiem Grodów Piastowskich ·
 Ronde van Castilië en León ·
 Ronde van Picardië ·
 Ronde van Noorwegen ·
 World Ports Classic ·
 Ronde van Beieren ·
 Ronde van België ·
 Tour des Fjords ·
 Ronde van Estland ·
 Ronde van Luxemburg ·
 Boucles de la Mayenne ·
 Ster ZLM Toer ·
 Ronde van Slovenië ·
 Route du Sud ·
 Ronde van Oostenrijk ·
 Sibiu Cycling Tour ·
 Ronde van Wallonië ·
 Ronde van Portugal ·
 Ronde van Denemarken ·
 Ronde van de Ain ·
 Ronde van Burgos ·
 Arctic Race of Norway ·
 Ronde van de Limousin ·
 Ronde van Poitou-Charentes ·
 Ronde van Groot-Brittannië ·
 Ronde van Gévaudan Languedoc-Roussillon ·
 Eurométropole Tour
Eendaagse wedstrijden

 GP La Marseillaise ·
 Grote Prijs van de Etruskische Kust ·
 Trofeo Palma ·
 Trofeo Ses Salines ·
 Trofeo Serra de Tramuntana ·
 Trofeo Platja de Muro ·
 Trofeo Laigueglia ·
 Ronde van Murcia ·
 Omloop Het Nieuwsblad ·
 Classic Sud Ardèche ·
 GP Lugano ·
 Clásica de Almería ·
 Kuurne-Brussel-Kuurne ·
 La Drôme Classic ·
 Le Samyn ·
 GP Città di Camaiore ·
 Strade Bianche ·
 Roma Maxima ·
 Ronde van Drenthe ·
 Dwars door Drenthe ·
 Nokere Koerse ·
 GP Nobili Rubinetterie ·
 Handzame Classic ·
 Classic Loire-Atlantique ·
 Grote Prijs van Cholet-Pays de Loire ·
 Dwars door Vlaanderen ·
 Route Adélie de Vitré ·
 Volta Limburg Classic ·
 Grote Prijs Miguel Indurain ·
 Ronde van La Rioja ·
 Scheldeprijs ·
 GP Cerami ·
 Klasika Primavera ·
 Parijs-Camembert ·
 Brabantse Pijl ·
 GP Denain ·
 Ronde van de Finistère ·
 Tro Bro Léon ·
 Ronde van Keulen ·
 La Roue Tourangelle ·
 Rund um den Finanzplatz Eschborn-Frankfurt ·
 Ronde van de Somme ·
 ProRace Berlin ·
 Grote Prijs van Plumelec ·
 Boucles de l'Aulne ·
 Ronde van Zeeland Seaports ·
 GP Kanton Aargau ·
 Ronde van Limburg ·
 Ronde van de Apennijnen ·
 Halle-Ingooigem ·
 Prueba Villafranca de Ordizia ·
 GP Industria & Artigianato-Larciano ·
 Ronde van Toscane ·
 Circuito de Getxo ·
 Polynormande ·
 RideLondon Classic ·
 GP Stad Zottegem ·
 Arnhem-Veenendaal Classic ·
 Châteauroux Classic de l'Indre ·
 Druivenkoers Overijse ·
 Brussels Cycling Classic ·
 GP Fourmies ·
 Ronde van de Doubs ·
 GP Jef Scherens ·
 Coppa Bernocchi ·
 GP van Wallonië ·
 Coppa Agostoni ·
 Ronde van de Drie Valleien ·
 Kampioenschap van Vlaanderen ·
 Grote Prijs Impanis-Van Petegem ·
 Memorial Marco Pantani ·
 GP Industria & Commercio di Prato ·
 GP van Isbergues ·
 Omloop van het Houtland ·
 Duo Normand ·
 Milaan-Turijn ·
 Ronde van het Münsterland ·
 Ronde van de Vendée ·
 Memorial Frank Vandenbroucke ·
 Coppa Sabatini ·
 Parijs-Bourges ·
 Ronde van Emilia ·
 Parijs-Tours ·
 GP Beghelli ·
 Nationale Sluitingsprijs ·
 Chrono des Nations